# Heroes (phim truyền hình)
Heroes (tạm dịch: Giải cứu thế giới hay Những người hùng) là một bộ phim truyền hình dài tập thuộc thể loại siêu anh hùng và chính kịch của Mỹ do Tim Kring giám chế, phát sóng trên NBC từ 25 tháng 9 năm 2006 đến 8 tháng 2 năm 2010. Nội dung kể về những người bình thường khám phá ra mình sở hữu các năng lực siêu phàm và cách mà họ sử dụng những năng lực đó áp dụng vào cuộc sống của mình, từ đó họ đoàn kết với nhau để ngăn chặn tương lai xấu ập đến. Trong phim có nhiều chi tiết bắt chước lối tường thuật và màu sắc của truyện tranh Mỹ, với nội dung gồm các mạch truyện đan xen vào nhau trong nhiều tập phim, nhờ đó dựng nên được một lối kể chuyện tổng quát hơn. Loạt phim do đơn vị Tailwind Productions sản xuất liên doanh với hãng Universal Media Studios. Phim được ghi hình chủ yếu tại Los Angeles, California.
Tác phẩm có tổng cộng 4 mùa được phát sóng, khép lại vào ngày 8 tháng 2 năm 2010. Giới chuyên môn đã hết lời tán dương 23 tập của mùa phim đầu tiên, nhờ đó phim thu hút được trung bình 14,3 triệu khán giả tại Mỹ, trở thành chương trình chính kịch ra mắt mùa thu có lượng rating cao nhất của NBC trong 5 năm. Mùa thứ 2 của Heroes thu hút 13,1 triệu khán giả tại Mỹ và là bộ phim duy nhất của đài NBC nằm trong top 20 chương trình có nhiều người xem nhất mùa 2007–08. Heroes còn gặt hái một số đề cử và giải thưởng như giải Primetime Emmy, Quả cầu vàng, People's Choice Awards và giải BAFTA.
Một phiên bản mở rộng trực tuyến của bộ phim mang tên Heroes 360 Experience (sau này đổi tên thành Heroes Evolutions) đã được lập ra để khai phá thêm về vũ trụ Heroes và đem đến nhiều góc nhìn thần thoại từ bộ phim. Những sản phẩm truyền thông khác từ Heroes gồm có các tạp chí, tượng đồ chơi, các website tương tác và ăn theo, một trò chơi trên điện thoại, một cuốn tiểu thuyết, quần áo và nhiều mặt hàng khác. Mùa thu năm 2008, NBC Digital Entertainment đã cho phát hành hàng loạt nội dung trực tuyến nhân dịp hè, gồm một nội dung web nguyên bản, tương tác iTV không dây, graphic novel xem trên điện thoại và các websode. Ngày 24 tháng 9 năm 2013, một sê-ri ngắn tập có nhan đề Heroes Reborn đã lên sóng trên kênh NBC, với 13 tập được trình chiếu.
Tại Việt Nam, tập đầu tiên của bộ phim từng được phát sóng trên kênh truyền hình VTC7 - TodayTV vào ngày 9 tháng 2 năm 2009.

## Diễn viên và nhân vật

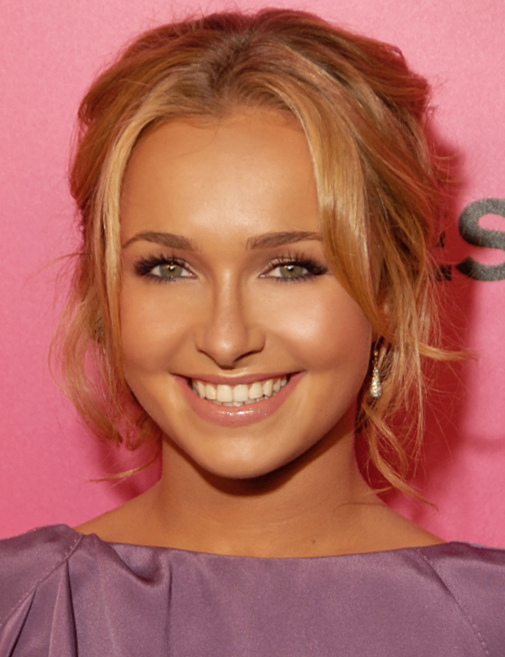
Hayden Panettiere, diễn viên thủ vai Claire Bennet.

Lúc đầu, Kring dựng nên loạt phim với tiêu chí thay đổi liên tục dàn diễn viên. Tuy nhiên tiêu chí trên của ông đã thay đổi khi ông nhận ra dàn diễn viên gốc được khán giả yêu thích đến nhường nào; do đó, ông đã mang tất cả những diễn viên đóng trong mùa đầu tiên trở lại trong mùa thứ hai, cùng với đó là bổ sung một số tên tuổi nhận mức thù lao cao. Trong mùa đầu tiên, dàn nhân vật chính của chương trình cớ tới 12 người, biến đây trở thành nơi quy tụ dàn nhân vật đông đảo thứ 3 trên làng truyền hình giờ vàng ở Mỹ chỉ sau Desperate Housewives và Mất tích. Mặc dù trang chủ của NBC chỉ liệt kê 10 người trong dàn nhân vật chính của phim, Leonard Roberts (thủ vai D. L. Hawkins – nhân vật lần đầu xuất hiện trong tập 5 của mùa 1) về sau cũng được bổ sung vào dàn diễn viên chính. Cũng trong mùa 1 ở tập "Fallout", Jack Coleman (thủ vai Noah Bennet) cũng được nâng cao từ vai trò nhân vật phụ lên thành một vị trí trong dàn 12 nhân vật chính của phim.
Dưới đây là các nhân vật đóng chính xuyên suốt cả 4 mùa phim:
- Milo Ventimiglia vai Peter Petrelli, một viên y tá tế bần sở hữu năng lực sao chép sức mạnh của người khác.
- Hayden Panettiere vai Claire Bennet, một nữ hoạt náo viên trung học có khả năng tự phục hồi vết thương.
- Oka Masi vai Nakamura Hiro, một nhân viên văn phòng có thể thao túng không-thời gian.
- Adrian Pasdar vai Nathan Petrelli, một ứng viên vào quốc hội có thể bay.
- Greg Grunberg vai Matt Parkman, một sĩ quan thuộc sở Cảnh sát thành phố Los Angeles có khả năng đọc suy nghĩ của người khác.

Ngoài ra dù cho nhân vật Niki Sanders (do Ali Larter thủ vai) chỉ có mặt thường xuyên ở mùa ba, Larter vẫn được ghi nhận có tên trong suốt cả 4 mùa khi vào vai Tracy Strauss, chị của Sanders trong mùa cuối.
Trong hai mùa đầu tiên, một số nhân vật đã phải nhường đất diễn cho các nhân vật mới với những tình tiết mới. Ở mùa 1, Claude (do Christopher Eccleston thủ vai) là một người có năng lực tàng hình và là cứu tinh giúp Peter thấu hiểu sức mạnh của mình; chính Claude đã ném Peter khởi tòa nhà để cố giúp anh bay được, nhưng rồi Claude phát hiện ra Peter lại tự chữa lành vết thương sau khi ngã xuống đất. Simone Deveaux là nhân vật chính đầu tiên rời khỏi chương trình, với cái chết ở cuối mùa 1. DL trở thành nhân vật khách mời sau những sự kiện diễn ra ở tập cuối mùa 1, sau đó có hai lần xuất hiện trong mùa 2. Isaac Mendez, nạn nhân bị phản diện Sylar giết chết đã xuất hiện trong một cảnh thuộc chuyến du hành thời gian của Nakamura Hiro đến New York trước đó ở mùa 1.

## Tập phim

### Nội dung

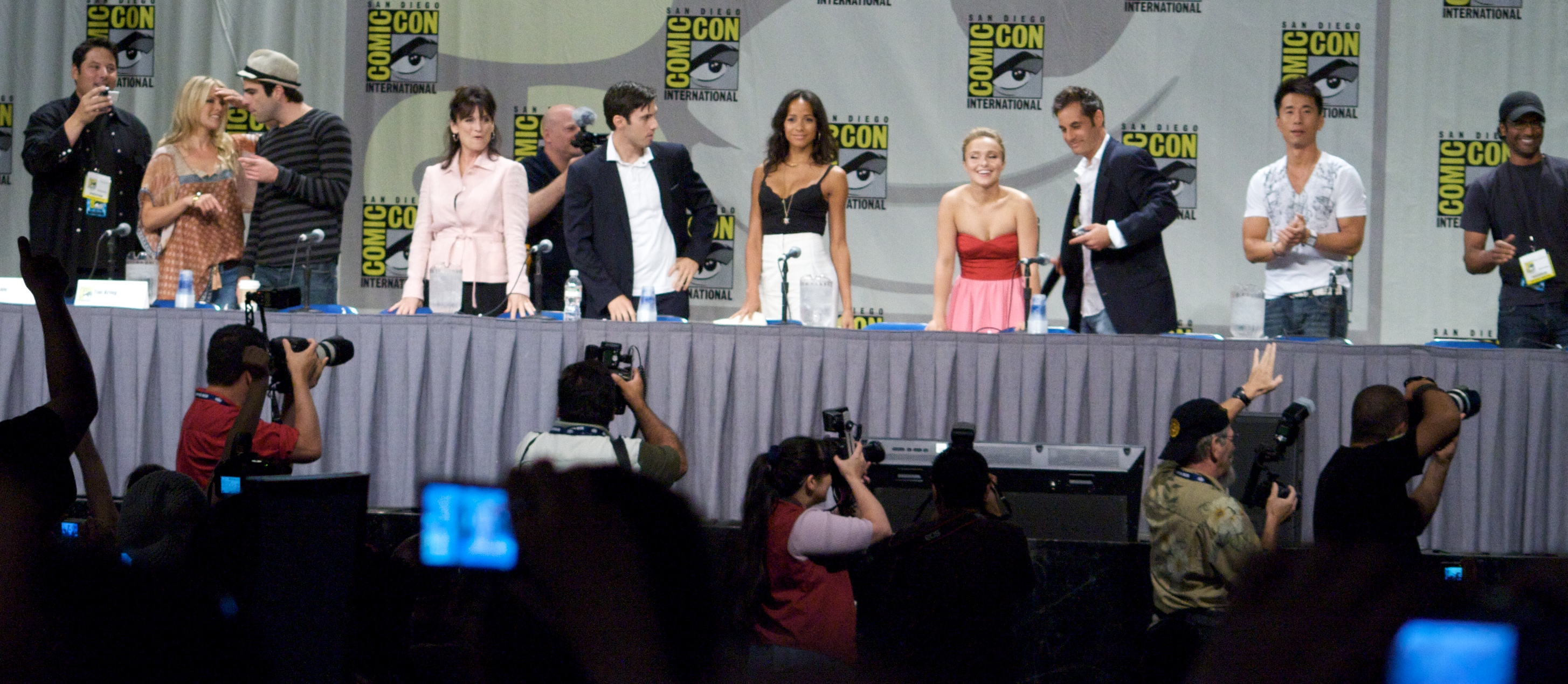
Dàn diễn viên Heroes tại sự kiện San Diego Comic-Con 2008.

Cốt truyện của Heroes được xây dựng giống hệt như lối kể chuyện trong truyện tranh. Mỗi mùa của Heroes chứa một hoặc hai phần (volume). Dưới đây là những mạch truyện chính trong từng phần. Khi các mạch truyện chính phát triển, các mạch truyện nhỏ hơn và sâu sắc hơn được lồng ghép trong đó. Cốt truyện của mỗi nhân vật chính được phát triển riêng biệt và trải qua thời gian, các sự kiện chắp nối họ với nhau, từ đó lý giải những câu chuyện của họ được kết nối và lồng ghép ra sao. Đây là câu chuyện về những người bình thường phát hiện ra mình sở hữu siêu năng lực phi thường sau khi một buổi nhật thực làm họ lộ diện, cũng như cách mà từng người sử dụng những năng lực kia trong cuộc sống đời thường của mình.
Mùa phim đầu tiên (còn có tên là "Volume One: Genesis") mở đầu với một nhóm người có vẻ ngoài bình thường dần nhận thức về những năng lực đặc biệt mà họ đang nắm giữ. Cốt truyện càng phát triển, họ càng thể hiện phản ứng của mình với những sức mạnh này, từ đó chúng tác động lên đời tư và nghề nghiệp của mỗi người. Cùng lúc đó, một vài người bình thường khác đang điều tra nguồn gốc và phạm vi của những năng lực này. Mohinder Suresh (Sendhil Ramamurthy) là một nhà nghiên cứu di truyền học, anh đã tiếp tục tiến hành nghiên cứu mà người cha quá cố để lại về nguồn gốc sinh học của các sức mạnh. Noah Bennet (Jack Coleman) là đại diện chính cho một tổ chức bí mật tên là "The Company", với mục đích kiểm soát và sẵn sàng thủ tiêu những người sở hữu sức mạnh nếu cần thiết. Chỉ sau một thời gian ngắn làm chủ được sức mạnh, mỗi "người hùng" sẽ bị đẩy ra chiến trường cuối cùng. Họ phải góp sức để ngăn chặn ngày tàn của thế giới, khởi đầu với một vụ nổ lớn sắp xảy đến tại Kirby Plaza, thành phố New York đang đe dọa sinh mạng của hàng ngàn người.
Mùa phim thứ hai (còn có tên là "Volume Two: Generations) mở đầu với bối cảnh 4 tháng sau những sự kiện tại Kirby Plaza. Cốt truyện của Generations có liên quan đến The Company và nghiên cứu về virus Shanti của tổ chức này. Ngược dòng thời gian về năm 1977, một nghiên cứu khác đã được tiến hành bởi những nhà sáng lập của The Company (về sau danh tính của họ đều được tiết lộ), nhằm phát hiện ra tác động của nhiều chủng virus lên dân số loài người và các "siêu nhân". Chủng virus đã trở thành vũ khí và bị cất giấu tại Primatech Paper, cơ sở mà The Company dùng làm bình phong. Trở lại thực tại, những "người hùng" phải đoàn kết để nỗ lực ngăn chặn một chủng virus chết người phát tán và gây ra một đại dịch toàn cầu.
Nửa phần đầu của mùa 3 mang tên "Volume Three: Villains", mở đầu với một vụ ám sát nhằm vào Nathan Petrelli (Adrian Pasdar), một chính trị gia có thể bay; năng lực đó đã dẫn tới những hệ lụy kèm theo. Trong khi đó, nhiều phản diện đào tẩu khỏi khu vực nhà giam Level 5, một cơ sở an ninh tối mật do The Company điều hành và sở hữu; Noah Bennet còn có mục đích bắt lại họ. Cha của Nathan Petrelli, ông Arthur Petrelli (Robert Forster) đã phục hồi chấn thương thần kinh hệ thống; ông này muốn chế ra một công thức có thể đưa siêu năng lực vào cơ thể người thường, do đó đã đánh cắp sức mạnh của Peter. Nửa sau của mùa 2 mang tên "Volume Four: Fugitives" xoay quanh những sự kiện sau khi Nathan thất bại trong việc sản xuất công thức kể trên. Sau khi hạ bệ Primatech và đối thủ cạnh tranh của công ty là Pinehearst, những "người hùng' đã cố gắng trở về cuộc sống đời thường, nhưng rồi tất cả những người sở hữu siêu năng lực bắt đầu bị Nathan bắt giữ. Một phe "anh hùng" đã đứng ra chống đối lại kế hoạch của Nathan với người lãnh đạo là Peter; anh sử dụng công thức tổng hợp để tạo ra một năng lực mới, cho phép anh chỉ sao chép được một sức mạnh ở một thời điểm nhất định. Trong một cuộc đấu tay đôi giằng co, Sylar đã giết chết Nathan.
Mùa 4 có nhan đề "Volume Five: Redemption", lấy bối cảnh những sự kiện sau mùa 3. Các "người hùng" vẫn cố gắng trở về cuộc sống đời thường; Peter quay lại làm y tá còn Claire thì vào đại học. Cơ thể của Sylar đang dần phục hồi những sức mạnh mà y từng sở hữu trước đây, khi y đấu tranh dữ dội với danh tính Nathan bị ép buộc. Ý thức thực sự của Sylar bị kẹt trong tâm trí của Matt Parkman, nó không ngừng chửi bới Matt và tìm kiếm cơ thể thật của y. Trong khi đó, Hiro phải đối mặt với một khối u não chết người, đang dần hủy hoại anh và ngăn anh kiểm soát sức mạnh của mình. Một hội nhóm được giới thiệu với Samuel là người cầm đầu, họ cố thâu nạp càng nhiều người có siêu năng lực vào hội càng tốt.

## Sản xuất

### Ý tưởng
Heroes bắt đầu phát triển khi Tim Kring, nhà giám chế chương trình Crossing Jordan của NBC nảy ra những ý tưởng sơ khai cho loạt phim. Kring muốn tạo ra "một saga quy tụ đông đảo nhân vật" nhằm kết nối với khán giả. Ông bắt đầu mường tượng về thế giới mà ông cảm thấy sẽ đáng sợ, khổng lồ và hỗn độn đến nhường nào, đồng thời muốn tạo ra hàng loạt nhân vật có khả năng chế ngự thế giới đó. Kring thấy rằng một bộ phim về đề tài cảnh sát hoặc y khoa không có tuyến nhân vật đủ lớn để cứu thế giới. Ông nảy ra ý tưởng về những siêu anh hùng; đó là những người bình thường sẽ khám phá ra các năng lực phi thường mà vẫn có gốc gác từ thế giới thực. Hai giám đốc tuyển vai Jason La Padura và Natalie Hart đã mang đến sê-ri hàng loạt gương mặt mới như Milo Ventimiglia; cô miêu tả tập thí điểm của loạt phim là một "tập phim đặc sắc về những nhân vật đời thường với màu sắc đậm tính hiện thực." Tính hiện thực được nhắc đến ở trên có sự góp sức không nhỏ của nhà thiết kế sản xuất Ruth Ammon. Kring muốn loạt phim phải có những tiêu chí liên quan đến các nhân vật và thế giới mà họ sống.

### Kịch bản

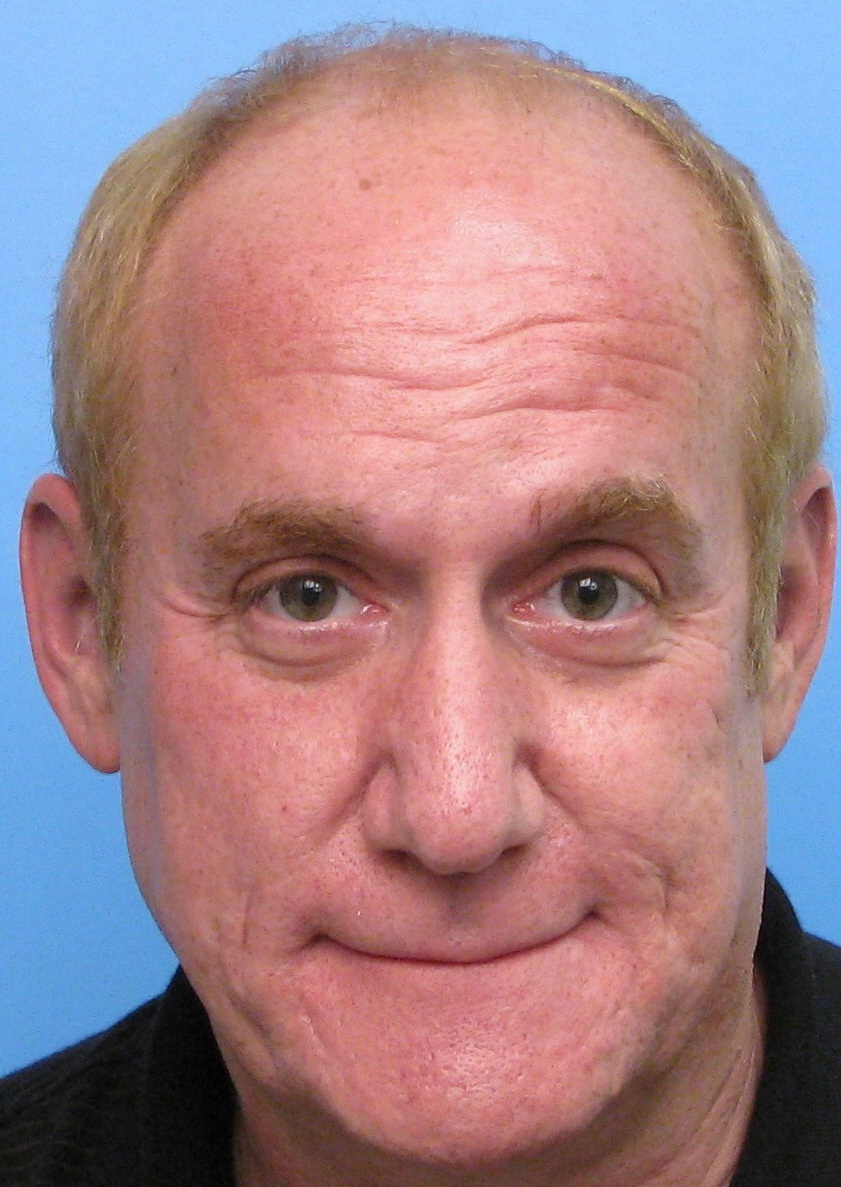
Cây viết truyện tranh Jeph Loeb đã giúp xác định màu sắc của bộ phim.

Khi đội ngũ biên kịch hợp tác để chắp bút cho tập thí điểm, mỗi người sẽ chọn lấy một nhân vật và xây dựng bối cảnh xung quanh họ. Kế đó những câu chuyện nhỏ lẻ sẽ được lồng ghép và gửi cho biên kịch của tập thí điểm. Hệ thống này cho phép mỗi biên kịch đều góp sức cho từng tập phim và cho phép đội ngũ biên kịch hoàn thành kịch bản sớm bao nhiêu, thì đoàn làm phim càng có thể quay nhiều phân cảnh bấy nhiêu ở một địa điểm. Kring miêu tả quá trình xây dựng kịch bản là sự hợp tác, rằng quá trình hợp tác rất quan trọng vì ê-kíp cần ghi hình nhiều cảnh chỉ tại riêng một địa điểm. Để hiện thực hóa mục tiêu đó, nhiều trang kịch bản phải trong trạng thái sẵn sàng. Jesse Alexander, nhà đồng sản xuất và tác giả của loạt phim giải thích rằng quá trình kia rất quan trọng trong một tác phẩm truyền hình dài tập vì mỗi người phải hiểu hướng phát triển của các nhân vật.

### Nhạc phim
Nhạc nền của loạt phim được sáng tác bởi Wendy Melvoin và Lisa Coleman, với phần thiết kế âm thanh của Michael Perfitt và giọng hát của Shankar. Mỗi tập phim trung bình phát thời lượng nhạc nền từ 30 đến 35 phút. Melvoin và Coleman tham gia vào dự án Heroes sau khi từng hợp tác với giám đốc sản xuất Allan Arkush. Kring đã hướng dẫn cho bộ đôi này về khâu sáng tác, trong đó phải thể hiện các mặt cảm xúc và hướng phát triển của từng nhân vật. Kring mong muốn có được một tác phẩm nhạc thật đặc biệt, qua đó ông để cho Melvoin và Coleman tự do thử nghiệm rất nhiều. Kring thấy rằng một bản nhạc "kỳ ảo" có thể được dùng trong cảnh mà Claire Bennet lao vào đoàn tàu đang cháy. Về sau bản nhạc này đã trở thành nhạc hiệu chính của chương trình. Bản nhạc nền của Claude có phảng phất gió và giọng nói, nhằm tạo ra cảm giác như một bóng ma đang hiện diện. Bản nhạc của Sylar thì có sự xuất hiện của tiếng mộc cầm và pha-gốt kèm theo ngắt âm để tái tạo tiếng chuông đồng hồ điểm tích tắc – chi tiết liên hệ đến chính nhân vật. Còn bản nhạc của Matt Parkman phát ra tiếng nói bị đọc ngược khi anh đang sử dụng năng lực thần giao cách cảm.

## Đón nhận

### Đánh giá chuyên môn
Mùa đầu tiên của Heroes đã nhận được những đánh giá khá tích cực. Ở mùa này, Viện Điện ảnh Mỹ đã điền tên Heroes vào danh sách một trong mười "chương trình truyền hình hay nhất năm." Doug Elfman của nhật báo Chicago Sun-Times nhận xét: "Điểm mạnh của chương trình là cách làm phim được xây dựng tốt, nhịp phim thoải mái và dàn diễn viên hoàn hảo. Xem phim như thưởng thức giờ đồng hồ đầu tiên của một bộ phim điện ảnh thú vị và sâu sắc vậy." Barry Garron của The Hollywood Reporter cho rằng: "Heroes là một trong những tác phẩm truyền hình giàu sức tưởng tượng nhất và kèm với may mắn, chương trình có thể trở thành Mất tích của năm nay". The Philadelphia Inquirer thì đánh giá phim kém tích cực hơn, khi nhận định rằng chương trình sở hữu "kỹ xảo tuyệt vời,... tình tiết kịch tính cùng một loạt những đoạn hồi thoại mờ ám và vô nghĩa". Nhằm phản hồi lại các tập phim của mùa 1, The Chicago Tribune tiếp tục diễn giải: "Bạn có thể xem một ít tập đầu của Heroes, không thì tự lấy một miếng gạch đập vào đầu mình đi. Hai cái đều có hiệu ứng như nhau một cách đáng ngạc nhiên." Trên chuyên trang Metacritic, phim nhận số điểm 67/100, chủ yếu là những bình luận tích cực.

### Đề cử và giải thưởng
Tính đến thời điểm Heroes kết thúc đợt chiếu nửa đầu mùa 1, chương trình đã gặt hái được hàng loạt các giải thưởng và danh hiệu. Ngày 13 tháng 12 năm 2006, Nghiệp đoàn biên kịch Mỹ đã đề cử chương trình cho hạng mục "Phim truyền hình mới hay nhất" của năm 2007. Ngày 14 tháng 12, Hiệp hội báo chí nước ngoài ở Hollywood tiếp tục trao cho sê-ri hai đề cử Quả cầu vàng, cụ thể là ở các hạng mục "Phim truyền hình chính kịch hay nhất" và Oka Masi (Nakamura Hiro) cho hạng mục "Nam diễn viên phụ phim truyền hình xuất sắc nhất". Ngày 19 tháng 7 năm 2007, Viện Hàn lâm Khoa học và Nghệ thuật Truyền hình đã công bố các đề cử để tranh giải Primetime Emmy 2007. Heroes đã nhận đề cử ở 8 hạng mục, trong đó có hạng mục "Phim truyền hình chính kịch xuất sắc". Riêng tập thí điểm "Genesis" đã thu về tới 6 đề cử: Chỉ đạo xuất sắc (David Semel), Chỉ đạo nghệ thuật cho phim truyền hình quay một góc máy xuất sắc, Dựng phim cho phim truyền hình chính kịch quay một góc máy xuất sắc, Hòa âm cho phim truyền hình hài hoặc chính kịch xuất sắc và Phối hợp đóng thế xuất sắc. Tập phim "Five Years Gone" còn giành một đề cử cho Hiệu ứng kỹ xảo phim truyền hình xuất sắc. Riêng nam diễn viên Oka Masi cũng nhận một dề cử cho "Nam diễn viên phụ phim truyền hình chính kịch xuất sắc".. Tuy nhiên, tại buổi trao giải, Heroes không nhận được giải nào.

### Tỉ lệ người xem

Tỉ lệ khán giả theo dõi từng tập phim chiếu tại Mỹ, chúng có dấu hiệu "hạ nhiệt" theo 5 volume.

Tập thí điểm của Heroes đã thu hút tới 14,3 triệu khán giả, bên cạnh đó tập phim có nhiều khán giả theo dõi nhất là tập 9 (16,03 triệu khán giả). Khi loạt phim trở lại sau khi tạm ngưng vào ngày 22 tháng 7 băn 2007, lượt theo dõi trung bình vẫn cao tương đương so với tập thí điểm (14,9 triệu khán giả). Khi chương trình tiếp tục gián đoạn lần 2 ở mùa 1 (4 tháng 3 năm 2007 đến 23 tháng 4 năm 2007, tức 7 tuần), lượng khán giả đã chạm mức thấp nhất (11,4 triệu người) ở "The Hard Part" – tập cuối 3 phần của mùa phim. Sang đến mùa 2, tập mở đầu đạt mức lượt xem cao nhất trong toàn bộ sê-ri, tuy nhiên theo từng tuần số người xem giảm mạnh, cuối cùng tạo nên một cột mốc thấp kỷ lục khác ở tập 7, với vỏn vẹn 9,47 người xem. Mặc dù có tỉ lệ lượt xem thấp hơn mức trung bình, tập phim này lại là bước ngoặt cho cả mùa phim thất vọng, vì nó là cú plot twist chính đem tới "cốt truyện lớn về mọi mặt" cho loạt phim. Tập cuối của volume 2, mùa 2 có 11,06 triệu khán giả theo dõi, giảm 3 triệu người xem so với tập mở đầu của mùa phim và tập thí điểm của loạt phim.
Tập 3 bắt đầu với nhiều khán giả nhưng dần dần đi xuống. Tập cuối của mùa bị xếp hạng thấp nhất cho thời điểm chiếu.
Tập đầu của mùa 4 là tập ít người coi nhất tính đến lúc đó, với chỉ 5,9 người xem. Dù mùa phim đạt mức người xem thấp như vậy, giám đốc sản xuất Tim Kring vẫn "hoàn toàn kỳ vọng" vào mùa 5. Đã có suy đoán rằng NBC sẽ chấm dứt chương trình sau mùa 4 hoặc chỉ trở lại mới một mùa 5 cuối cùng với chỉ 6 hoặc 13 tập. Ngày 14 tháng 5 năm 2010, NBC ra thông báo chính thức rằng Heroes đã bị ngừng chiếu.